# Parnara
Parnara là một chi bướm ngày thuộc họ Bướm nâu.

## Các loài
- Parnara naso (Fabricius, 1798)
- Parnara monasi (Trimen, 1889)
- Parnara bada (Moore, 1878)
- Parnara apostata (Snellen, [1880])
- Parnara ganga Evans, 1937
- Parnara guttatus (Bremer & Grey, [1852])
- Parnara batta Evans, 1949
- Parnara kawazoei Chiba & Eliot, 1991
- Parnara amalia (Semper, [1879])
- Parnara ogasawarensis Matsumura, 1906
- ?Parnara marchalii (Boisduval, 1833)
- ?Parnara kuwanoi Seok, 1937

## Hình ảnh

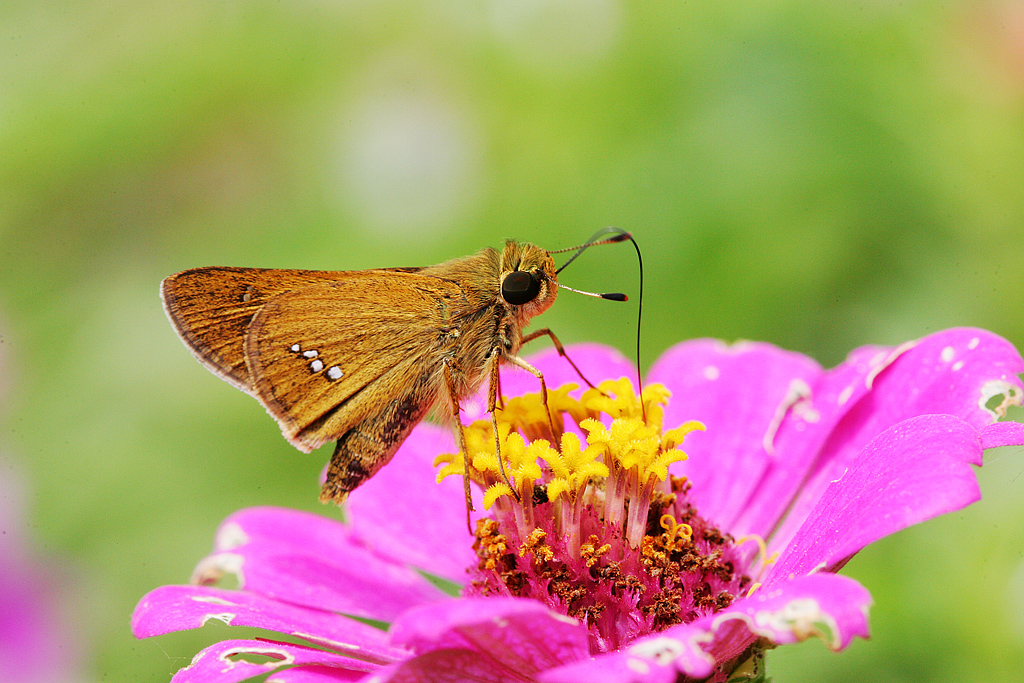
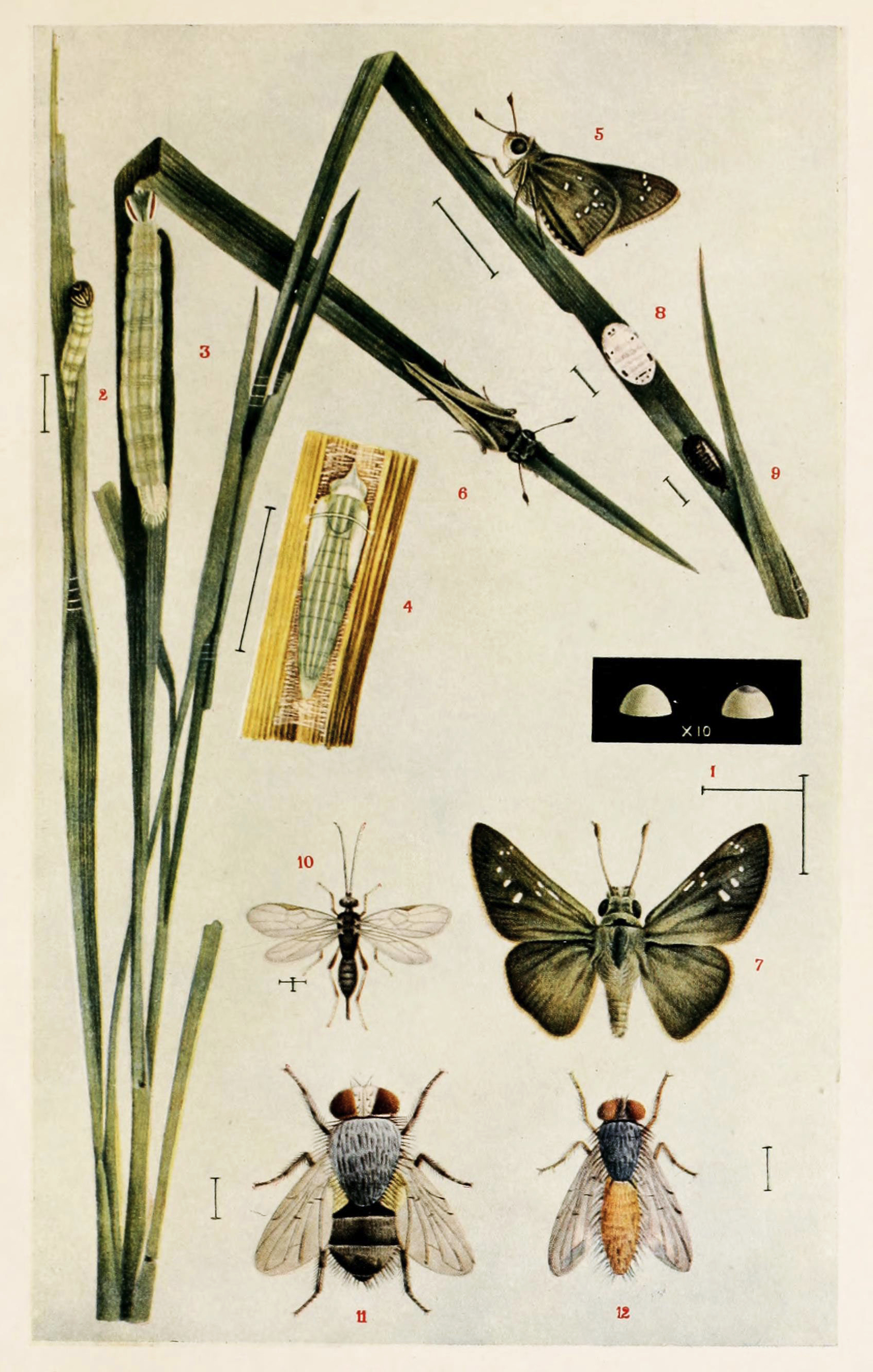
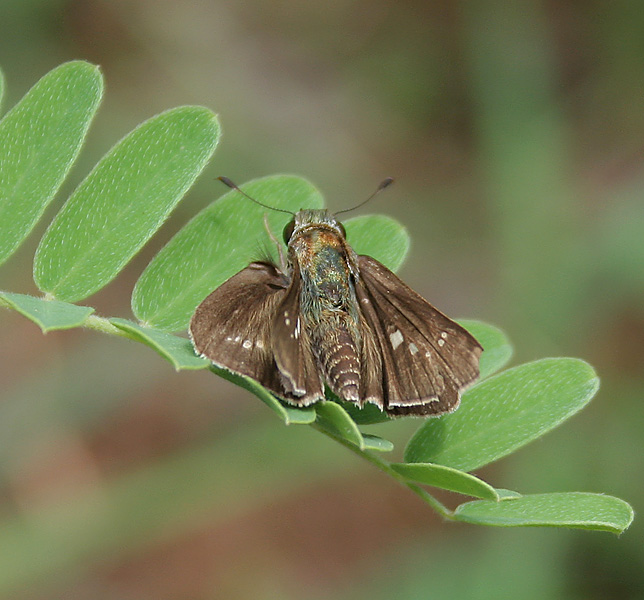
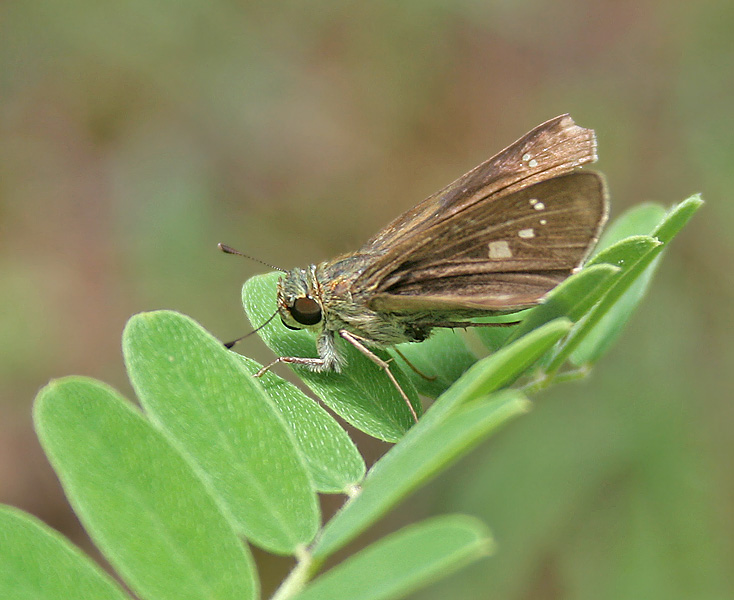